# Cristina Narbona
María Cristina Narbona Ruiz (Madrid, 29 de julio de 1951) es una economista, profesora universitaria y política española. Actualmente sirve como diputada por Madrid y como presidenta del Partido Socialista Obrero Español.
Anteriormente ha sido diputada en el Congreso de los Diputados en la vi, viii y x legislaturas por Madrid y Almería, y ha desempeñado altos cargos dentro del Gobierno de España como directora general para la Vivienda y Arquitectura entre 1991 y 1993, secretaria de Estado de Medio Ambiente y Vivienda entre 1993 y 1996, llegando a ser ministra de Medio Ambiente entre 2004 y 2008. También fue concejala del Ayuntamiento de Madrid entre 1999 y 2003.

## Biografía
Vivió en Italia con su familia durante doce años, ya que su padre, Francisco Narbona González, era periodista y fue nombrado en 1964 corresponsal de Radio Nacional de España en Roma, mientras que también su madre María Francisca Ruiz Cortés era corresponsal en esa misma ciudad del diario Pueblo. Se licenció en Ciencias Económicas por la Universidad de Roma.

## Trayectoria
Vinculada al PSOE —aunque no se afilió al mismo hasta 1993—, en 1982 fue nombrada viceconsejera de Economía de la Junta de Andalucía en el primer gobierno autonómico. En los sucesivos gobiernos presididos por Felipe González ocupó puestos de dirección en el Banco Hipotecario, fue directora general de la Vivienda del Ministerio de Obras Públicas en 1991 y secretaria de Estado de Medio Ambiente y Vivienda en 1993.
En las elecciones de 1996 fue elegida diputada al Congreso por la circunscripción electoral de Almería. En 1999 se presentó y fue elegida concejal por el PSOE en el Ayuntamiento de Madrid, al tiempo que se incorporó a la Comisión Ejecutiva Federal del PSOE de la mano de José Luis Rodríguez Zapatero. Elegida en 2004 de nuevo diputada por la circunscripción de Madrid, la victoria socialista en las elecciones generales y el nombramiento de Rodríguez Zapatero como presidente del Gobierno le permitieron ser nombrada ministra de Medio Ambiente.

### Ministra de Medio Ambiente
En su labor al frente del Ministerio se propuso como objetivo el cumplimiento por España del Protocolo de Kioto, suspendió el proyecto del trasvase del agua del río Ebro del PHN ideado durante la VI legislatura hacia el sureste peninsular apostando por la construcción de desaladoras y el aprovechamiento de los recursos hídricos de cada territorio para solventar la escasez de agua, modificó el trasvase del río Júcar al Vinalopó e impulsó un proyecto de ampliación del uso de las energías renovables. Es partidaria del cierre progresivo de todas las centrales nucleares existentes en España.
Entre los proyectos emprendidos, destaca la Estrategia para la Sostenibilidad de la Costa que presentó en octubre de 2007, que se planteaba como objetivos la recuperación de zonas costeras explotadas, apostando por "frenar la intensa masificación en el litoral y combatir los efectos del modelo de desarrollo intensivo y la ocupación intensiva". Esta Estrategia contaba con la demolición de construcciones ilegales en la zona de dominio público marítimo-terrestre de los litorales. Aunque la Ley de Costas databa de 1988, bajo su ministerio fue cuando se empezó realmente a aplicar. Surgieron fuertes intereses -económicos y diplomáticos- pues países como Alemania y Reino Unido se quejaron de que sus conciudadanos no habían sido informados de la situación irregular al adquirir sus propiedades), recibiendo por ello fuertes críticas. [cita requerida] Poco después, en la segunda legislatura de José Luis Rodríguez Zapatero se suavizó esta política tras ser relevada.
En 2007, tras el fracaso de los socialistas madrileños en las elecciones autonómicas y municipales y la dimisión forzada de Rafael Simancas fue presidenta de la Comisión Gestora del Partido Socialista de Madrid hasta la elección del nuevo secretario general en 2008.
Tras las elecciones de 2008, fue relevada como ministra por Elena Espinosa y nombrada embajadora de España ante la OCDE. El semanario Time incluyó a Narbona entre los líderes que estaban cambiando el mundo en materia de medio ambiente. Sin embargo, su gestión con las desaladoras y las plantas potabilizadoras del agua del mar fue muy controvertida y polémica. Tal vez por ello, la gestión de la nueva ministra se caracterizó por una marcha atrás en la mayor parte de los proyectos llevados a cabo por Narbona y su equipo, aunque las principales ONG ecologistas españolas expresaron en una rueda de prensa conjunta que Narbona "ha sido la mejor titular de Medio Ambiente que ha tenido España" y, sin ella, la gestión de este departamento "no será igual".

### Tras el ministerio
Tras dejar la cartera de medio ambiente, Narbona abandonó los cargos públicos hasta las elecciones generales de 2011, cuando su partido perdió el gobierno, aunque ella consiguió el escaño como diputada. En 2012, Narbona publicó junto con el periodista Jordi Ortega, el libro La energía después de Fukushima (Ediciones Turpial) en el que defiende el final de la energía nuclear tras el accidente nuclear de Fukushima I.
En diciembre de 2012 fue nombrada consejera del Consejo de Seguridad Nuclear, por lo que tuvo que abandonar su escaño en el Congreso de los Diputados, siendo sustituida por Pedro Sánchez. El cargo de consejera lo ocupó hasta julio de 2017.
Cercana a Pedro Sánchez, la victoria de éste en el XXXIX Congreso Federal del PSOE la aupó a la presidencia del partido en junio de 2017. Esa misma cercanía le permitió ir de número uno de la lista socialista al Senado por Madrid para las elecciones generales de 2019.

### Senadora
El 28 de abril de 2019 consiguió el escaño como senadora socialista por Madrid, siendo además la candidatura al Senado más votada de todo el país, con casi 1,1 millones de votos. En la sesión constitutiva del Senado del 21 de mayo, fue elegida vicepresidenta primera de dicha cámara. Asimismo, fue elegida vicepresidenta primera de la Diputación Permanente el 24 de julio.

### Diputada
El 23 de julio de 2023 consiguió el escaño como diputada por Madrid, cargo que compagina con la presidencia del PSOE y que ejerció anteriormente en los períodos 1996-2000, 2004-2008 y 2011-2013. El día de la Constitución de las Cortes ejerció como Presidenta de la Mesa de Edad.